# Роджерс, Кенни
Кенни Роджерс (англ. Kenny Rogers; 21 августа 1938, Хьюстон — 20 марта 2020, Санди-Спрингс) — американский певец и киноактёр, один из наиболее успешных в истории музыки кантри. Его творчество находится на грани кантри и поп-музыки, а наиболее известными записями являются медленные любовные баллады.
С середины 1950-х годов принимал участие в различных вокальных коллективах, которые исполняли мелодии в стилях джаз, рок и ритм-энд-блюз, самым успешным из них было кантри-рок-трио The First Edition (1967—1976). После распада этой группы сконцентрировался на сольной карьере, начало которой положил шумный успех сингла «Lucille» (1977), который занял первое место в двенадцати странах  и выиграл «Грэмми» за лучший мужской вокал в стиле кантри.
В 1980 году исполнил балладу Лайонела Ричи «Lady», которая стала самой кассовой записью в его карьере, проведя шесть недель на вершине сводного чарта продаж Billboard Hot 100. В течение последующих нескольких лет Роджерс продолжал сотрудничать с Ричи (сингл «Through the Years», 1981) и другими поп-звёздами. В 1983 году он записал дуэты с кантри-дивами Шиной Истон («We’ve Got Tonight») и Долли Партон («Islands in the Stream», авторы — Bee Gees, 1-е место в США).
В середине 1980-х годов работал с такими статусными продюсерами, как Дэвид Фостер и Джордж Мартин, однако к началу 1990-х годов его популярность пошла на убыль — по причине почтенного возраста и прихода в кантри нового поколения исполнителей во главе с Гартом Бруксом.
Кенни Роджерс был известен в том числе и в СССР, несмотря на непопулярность жанра кантри в этой стране. В 1980 году вышла советская пластинка "Поёт Кенни Роджерс".
Был официально женат пять раз:
- Джейнис Гордон (в браке с 15 мая 1958 до апреля 1960) — 1 ребёнок
- Джейн Роджерс (с октября 1960 до 1963)
- Марго Андерсон (с октября 1964 до 1976) — 2 детей
- Мэриэнн Гордон (1977—1993) — 1 ребёнок
- Ванда Миллер (в браке с 1997 года) — 2 детей

## Ранняя жизнь
Кеннет Рэй Роджерс родился 21 августа 1938 года в Хьюстоне, штат Техас.
Имел ирландские и индейские корни. 
В 1949 году выиграл конкурс талантов в Техасском театре. 
В 1956 году окончил Среднюю школу Джефферсона Дэвиса. 

## Карьера
Музыкальная карьера Кенни Роджерса стартовала в 1950-ых годах. В 1957 году выпустил хит "That crazy feeling".
Когда продажи пошли на спад, Роджерс решил присоединиться к джазовой группе The Bobby Doyle Three.
В 1966 году присоединился к группе The New Christy Minstrels в качестве певца и контрабасиста.
Почувствовав, что группа не приносит желаемого успеха, Роджерс и его коллеги Майк Сеттл, Терри Уильямс и Тельма Камачо распускают группу.
В 1967 году они создают группу The First Edition, которая позже будет переименована в Kenny Rogers and the First Edition. Группа записала множество хитов. 
В 1976 году группа распадается, и Кенни Роджерс решает начать сольную карьеру. 
Он выработал свой уникальный стиль, сочетающий в себе кантри и поп-музыку. Выпустил более 60 хитов, попавших в топ-40. Синглы "Lady" и "Islands in the stream" заняли первое место. 
В 2000 году, в возрасте 61 года, Роджерс впервые за более чем десять лет занял первое место с синглом "Buy me a rose".
В 2015 году начал свой прощальный тур, заявив, что больше не будет гастролировать, хотя не исключал возможность записи нового альбома. 
Последний концерт Кенни Роджерса состоялся 25 октября 2017 года в Нэшвилле.

## Личная жизнь
У Кенни Роджерса была домашняя коза по кличке Смитти. По его словам, животное успокаивало его после долгих и напряжённых гастролей. 

### Отношения
Был женат пять раз и имел пять детей. 
Первый раз Кенни Роджерс женился на Дженис Гордон 15 мая 1958, у них родилась дочь Кэрол. Развелись в 1960 году.
Второй раз женился на женщине по имени Джин, и развёлся с ней в 1963 году. 
С третьей женой, Марго Андерсон, отношения длились с 1963 по 1975 год. У них был один ребёнок. 
В 1977 году женился на актрисе Мэрианн Гордон. Их отношения продлились до 1993 года. Был сын, Кристофер. 
В пятый раз Роджерс женился 1 июня 1997 года, на Ванде Миллер. У них родилось два ребёнка. Супруги прожили вместе 22 года, пока Роджерс не умер в 2020 году. 

## Смерть
С 2017 года у музыканта начались проблемы со здоровьем, был диагностирован рак мочевого пузыря. 
20 марта 2020 года 81-летний Кенни Роджерс скончался.